# Портиџ Лејкс (Охајо)
Портиџ Лејкс (енгл. Portage Lakes) насељено је место без административног статуса у америчкој савезној држави Охајо.

## Демографија
По попису из 2010. године број становника је 6.968, што је 2.902 (-29,4%) становника мање него 2000. године.
| Група             | 2000.         | 2010.         |
| Белци             | 9.620 (97,5%) | 6.650 (95,4%) |
| Афроамериканци    | 56 (0,6%)     | 117 (1,7%)    |
| Азијати           | 31 (0,3%)     | 44 (0,6%)     |
| Хиспаноамериканци | 57 (0,6%)     | 46 (0,7%)     |
| Укупно            | 9.870         | 6.968         |